# Ga rừng Seoul
Ga rừng Seoul (Tiếng Hàn: 서울숲역, Hanja: 서울숲驛) là ga tàu điện ngầm trên Tuyến Suin–Bundang, nằm ở Seongsu-dong 1-ga, Seongdong-gu, Seoul.

## Lịch sử
- 18 tháng 9 năm 2012: Thông báo bảng cự ly đường sắt[1]
- 6 tháng 10 năm 2012: Bắt đầu hoạt động với việc khai trương đoạn Wangsimni ~ Seolleung của Tuyến Bundang.

## Bố trí ga
| ↑ Wangsimni      |
| \| １            |
| Apgujeongrodeo ↓ |

| １ | ●Tuyến Suin–Bundang | → Hướng đi Seonjeongneung · Seohyeon · Suwon · Incheon → |
| ２ | ●Tuyến Suin–Bundang | ← Hướng đi Wangsimni · Cheongnyangni                     |

## Xung quanh nhà ga
- Rừng Seoul
- Trường tiểu học Seoul Kyongil
- Trường trung học cơ sở Kyongil
- Trường trung học Seoul Kyongil
- Trường tiểu học Seoul Kyungdong
- Trường trung học cơ sở Seongwon
- Trung tâm lọc nước Ttukdo Arisu
- Bảo tàng Thủ đô
- SM Entertainment
- Daelim Roseville
- Seongdong Donga APT
- Seongdong Jangmi APT
- ● Tàu điện ngầm Seoul tuyến 2 Ga Ttukseom
- Trung tâm thể thao cộng đồng Seongdong-gu
- Under Stand Avenue
- Cầu Yongbi
- Trường trung học kỹ thuật Seongsu